# Aysha yacupoi
Aysha yacupoi är en spindelart som beskrevs av Antonio D. Brescovit 1992. Aysha yacupoi ingår i släktet Aysha och familjen spökspindlar. Inga underarter finns listade.